# Bietschhornhütte
Die Bietschhornhütte ist eine Schutzhütte des Akademischen Alpenclubs Bern (AACB) im Kanton Wallis in der Schweiz. Sie ist Ausgangspunkt für Touren auf das Bietschhorn, das Wilerhorn, den Schafbärg, über den Höhenwanderweg nach Goppenstein, das Baltschiederjoch zur Baltschiederklause, auf das Kleine Nesthorn, den Hohgleifen und in das Bietschtal.

## Hütten in der Region
- Wiwannihütte
- Stockhornbiwak
- Baltschiederklause